# Trond Einar Elden
Trond Einar Elden (Namdalseid, 21 de febrero de 1970) es un deportista noruego que compitió en esquí en la modalidad de combinada nórdica. Su hermano Bård Jørgen también compitió en combinada nórdica.
Participó en s Juegos Olímpicos de Invierno, entre los años 1992 y 2002, obteniendo una medalla de plata en Albertville 1992, en la prueba por equipo (junto con Knut Tore Apeland y Fred Børre Lundberg).
Ganó cinco medallas en el Campeonato Mundial de Esquí Nórdico entre los años 1989 y 1999.

## Palmarés internacional
| Juegos Olímpicos   | Juegos Olímpicos      | Juegos Olímpicos  | Juegos Olímpicos          |
| Año                | Lugar                 | Medalla           | Prueba                    |
| ------------------ | --------------------- | ----------------- | ------------------------- |
| 1992               | Albertville (Francia) | Medalla de plata  | TN + 4 × 5 km por equipo  |
| Campeonato Mundial |                       |                   |                           |
| Año                | Lugar                 | Medalla           | Prueba                    |
| 1989               | Lahti (Finlandia)     | Medalla de oro    | TN + 15 km individual     |
| 1989               | Lahti (Finlandia)     | Medalla de oro    | TN + 3 × 10 km por equipo |
| 1993               | Falun (Suecia)        | Medalla de plata  | TN + 3 × 10 km por equipo |
| 1993               | Falun (Suecia)        | Medalla de bronce | TN + 15 km individual     |
| 1999               | Ramsau (Austria)      | Medalla de plata  | TN + 4 × 5 km por equipo  |